# Doryctes makiharai
Doryctes makiharai är en stekelart som beskrevs av Sergey A. Belokobylskij och Maeto 2008. Doryctes makiharai ingår i släktet Doryctes och familjen bracksteklar. Inga underarter finns listade i Catalogue of Life.